# Phil Shao
Phil Shao, ameriški poklicni rolkar, * 28. december 1973, Redwood City, Kalifornija, † 22. avgust 1998, Arcata, Kalifornija.
Shao je bil poklicni rolkar iz Redwood Citya v Kaliforniji, njegov položaj na rolki pa je bil goofy. V svojem življenju se je pojavil v okoli 17 rolkarskih filmih, zadnji v katerem se je pojavil je izšel tik pred njegovo smrtjo. Diplomiral je iz angleščine na univerzi Berkeley v Kaliforniji. Pred smrtjo je bil izbran za urednika revije Thrasher.
22. avgusta 1998 je urml v avtomobilski nesreči v Arcati v Kaliforniji. .

### Spominski poligon za rolkanje Phil Shaa
Poleti 2003 so v njegovem rojstnem kraju njegovi prijatelji s pomočjo občine zgradili poligon za rolkanje. Poligon je velik okoli 1.200 km2 z 5 bazeni, ograjami, zidovi in še veliko drugimi objekti.
Thrasher je njegov poligon za rolkanje ocenil z 8.5 točk.
| - Emerica (1996 - ???) | - Dedication (Think, 1998) |